# Escut de l'Armentera
L'escut oficial de l'Armentera té el següent blasonament:
Escut caironat: de sinople, una espasa d'or (pal). Per timbre una corona mural de vila.
Va ser aprovat el 28 d'octubre de 1999 i publicat al DOGC el 26 de novembre del mateix any amb el número 3024. L'espasa és l'atribut de sant Martí, a qui està dedicada l'església de la vila.

## Bandera
La bandera oficial de l'Armentera (Alt Empordà) té la següent descripció: Bandera apaïsada, de proporcions dos d'alt per tres de llarg, de color verd fosc, amb l'espasa vertical de l'escut groga, d'amplària 5/27 de la del drap, en el travesser, i d'alçària 15/18 de la del mateix drap, al centre. Va ser aprovada en el ple de l'ajuntament del 4 d'abril de 2000, i publicat en el DOGC el 27 de desembre de 2000.